# Ћелије (Лајковац)
Ћелије је насеље у Србији у општини Лајковац у Колубарском округу. Према попису из 2022. било је 625 становника.

## Географске одлике
Насеље се налази на 110-180 метара надморске висине на додиру шумадијског побрђа и десних алувијалних равни Колубаре и њене притоке Љиг, 3 километра источно од Лајковца и 65 километара јужно од Београдa. Кроз село пролази пруга Београд-Бар, као и Ибарска магистрала, која даље води ка Јадранском мору. Кроз село протичу четири потока: Каменица, Буковац, Бунарић и Лађевац и реке Колубара и Љиг.
Село се састоји из 13 засеока, а то су: Албанија, Враче брдо, Мокро Поље, Човка, Обренове ливаде, Пољну, Перило, Буковац, Лађевац, Бели брод, Обрадовића крај, Чук и Врелине, распоређених по косама.

## Историја
На археолошком локалитету Анине пронађени су остаци римске виле из 4. века.
У уговору деспота Стефана Лазаревића и угарског краља Жигмунда из 1426. године, помиње се Castrum Brodare, што одговара данашњем прелазу преко реке и засеоку Бели брод. У попису влаха Београдске нахије 1628. године, спомиње се село Каменица. Други назив села је Драгилићи, док данашњи назив села означава калуђерске келије (ћелије) у којима су се калуђери молили у прошлости. Ћелије као насеље се први пут помиње 1811. године. За време Првог светског рата, на територији овог села водила се Колубарска битка. Село је потпуно страдало, a брда су била преорана од граната која су месец дана падала по њима. На Враче брду изван села је погинуо и Димитрије Туцовић, истакнути српски социјалиста. На Враче Брду је после Другог светског рата подигнут споменик њему у част. Четвороразредна школа у селу је почела са радом 1931. године. Електричну енергију село добија 1952. године, а телефонску линију 1978/79. године.

## Привреда
У селу се налази кречана „Димитрије Туцовић“, млин са пекаром „Млин-Пек“, предузеће за машинску обраду мотора „Живановић“, столарско предузеће „Ентеријер“. Пољопривреда је веома развијена. Њиве се налазе око реке Колубаре и Љига, као и на падинама Враче Брда и Човке. Пашњаци су у брдима, као и воћњаци. Земљиште је најплодније око Колубаре због наноса од њених поплава. Од пољопривредних култура највише се гаје кукуруз и пшеница, док се јечам слабије гаји. Од воћних култура се гаје: јабука, крушка и шљива. Од стоке највише свиње и краве.

## Културне знаменитости
Манастир Светог Великомученика Георгија, обновљен је 29. јула 2006. године. На темељима старијег здања, подигнута је мала спомен-костурница погинулим војницима у Колубарској бици. У старим записима је откривено да је накада ту био манастир. Током његове обнове, у порти манастира, откривен је гроб српског велможе из средњег века. Верује се да је то гроб Гргура Бранковића, сина деспота Ђурђа Бранковића.

## Демографија
У насељу Ћелије живи 669 пунолетних становника, а просечна старост становништва износи 41,3 година (40,1 код мушкараца и 42,3 код жена). У насељу има 286 домаћинстава, а просечан број чланова по домаћинству је 2,87.
Ово насеље је великим делом насељено Србима (према попису из 2002. године).
|  |

| Демографија | Демографија | Демографија |
| Година      | Становника  | Становника  |
| ----------- | ----------- | ----------- |
| 1948.       | 727         |             |
| 1953.       | 767         |             |
| 1961.       | 842         |             |
| 1971.       | 757         |             |
| 1981.       | 780         |             |
| 1991.       | 774         | 773         |
| 2002.       | 824         | 861         |

| Етнички састав према попису из 2002.‍ | Етнички састав према попису из 2002.‍ | Етнички састав према попису из 2002.‍ | Етнички састав према попису из 2002.‍ | Етнички састав према попису из 2002.‍ |
| ------------------------------------ | ------------------------------------ | ------------------------------------ | ------------------------------------ | ------------------------------------ |
|                                      |                                      |                                      |                                      |                                      |
| Срби                                 | Срби                                 |                                      | 808                                  | 98,05%                               |
| Роми                                 | Роми                                 |                                      | 10                                   | 1,21%                                |
| Македонци                            | Македонци                            |                                      | 1                                    | 0,12%                                |
| непознато                            | непознато                            |                                      | 3                                    | 0,36%                                |

| \| \| м \| \| \| ж \| \| ? \| 6 \| \| \| 5 \| \| 80+ \| 5 \| \| \| 12 \| \| 75—79 \| 17 \| \| \| 21 \| \| 70—74 \| 14 \| \| \| 31 \| \| 65—69 \| 34 \| \| \| 31 \| \| 60—64 \| 20 \| \| \| 21 \| \| 55—59 \| 18 \| \| \| 25 \| \| 50—54 \| 26 \| \| \| 29 \| \| 45—49 \| 34 \| \| \| 37 \| \| 40—44 \| 31 \| \| \| 25 \| \| 35—39 \| 27 \| \| \| 20 \| \| 30—34 \| 25 \| \| \| 27 \| \| 25—29 \| 29 \| \| \| 23 \| \| 20—24 \| 28 \| \| \| 33 \| \| 15—19 \| 22 \| \| \| 18 \| \| 10—14 \| 22 \| \| \| 25 \| \| 5—9 \| 20 \| \| \| 20 \| \| 0—4 \| 20 \| \| \| 23 \| \| Просек : \| 40,1 \| \| \| 42,3 \| |      |  |  |      |
| |      |  |  |      |
| | м    |  |  | ж    |
| ? | 6    |  |  | 5    |
| 80+ | 5    |  |  | 12   |
| 75—79 | 17   |  |  | 21   |
| 70—74 | 14   |  |  | 31   |
| 65—69 | 34   |  |  | 31   |
| 60—64 | 20   |  |  | 21   |
| 55—59 | 18   |  |  | 25   |
| 50—54 | 26   |  |  | 29   |
| 45—49 | 34   |  |  | 37   |
| 40—44 | 31   |  |  | 25   |
| 35—39 | 27   |  |  | 20   |
| 30—34 | 25   |  |  | 27   |
| 25—29 | 29   |  |  | 23   |
| 20—24 | 28   |  |  | 33   |
| 15—19 | 22   |  |  | 18   |
| 10—14 | 22   |  |  | 25   |
| 5—9 | 20   |  |  | 20   |
| 0—4 | 20   |  |  | 23   |
| Просек : | 40,1 |  |  | 42,3 |

| Година пописа     | 1948. | 1953. | 1961. | 1971. | 1981. | 1991. | 2002. |
| ----------------- | ----- | ----- | ----- | ----- | ----- | ----- | ----- |
| Број домаћинстава | 155   | 178   | 216   | 222   | 229   | 242   | 286   |

| Број чланова      | 1  | 2  | 3  | 4  | 5  | 6  | 7 | 8 | 9 | 10 и више | Просек |
| ----------------- | -- | -- | -- | -- | -- | -- | - | - | - | --------- | ------ |
| Број домаћинстава | 59 | 80 | 43 | 66 | 24 | 11 | 2 | 0 | 1 | 0         | 2,87   |

| Пол    | Укупно | Неожењен/Неудата | Ожењен/Удата | Удовац/Удовица | Разведен/Разведена | Непознато |
| ------ | ------ | ---------------- | ------------ | -------------- | ------------------ | --------- |
| Мушки  | 336    | 86               | 223          | 16             | 9                  | 2         |
| Женски | 358    | 56               | 215          | 73             | 13                 | 1         |
| УКУПНО | 694    | 142              | 438          | 89             | 22                 | 3         |

| Пол    | Укупно                    | Пољопривреда, лов и шумарство | Рибарство                            | Вађење руде и камена | Прерађивачка индустрија       |
| ------ | ------------------------- | ----------------------------- | ------------------------------------ | -------------------- | ----------------------------- |
| Мушки  | 183                       | 11                            | 0                                    | 62                   | 46                            |
| Женски | 80                        | 14                            | 0                                    | 6                    | 19                            |
| Укупно | 263                       | 25                            | 0                                    | 68                   | 65                            |
|        |                           |                               |                                      |                      |                               |
| Пол    | Производња и снабдевање   | Грађевинарство                | Трговина                             | Хотели и ресторани   | Саобраћај, складиштење и везе |
| Мушки  | 4                         | 17                            | 3                                    | 7                    | 11                            |
| Женски | 4                         | 2                             | 4                                    | 6                    | 3                             |
| Укупно | 8                         | 19                            | 7                                    | 13                   | 14                            |
|        |                           |                               |                                      |                      |                               |
| Пол    | Финансијско посредовање   | Некретнине                    | Државна управа и одбрана             | Образовање           | Здравствени и социјални рад   |
| Мушки  | 0                         | 1                             | 2                                    | 2                    | 0                             |
| Женски | 0                         | 2                             | 1                                    | 3                    | 1                             |
| Укупно | 0                         | 3                             | 3                                    | 5                    | 1                             |
|        |                           |                               |                                      |                      |                               |
| Пол    | Остале услужне активности | Приватна домаћинства          | Екстериторијалне организације и тела | Непознато            | Непознато                     |
| Мушки  | 0                         | 0                             | 0                                    | 17                   | 17                            |
| Женски | 2                         | 0                             | 0                                    | 13                   | 13                            |
| Укупно | 2                         | 0                             | 0                                    | 30                   | 30                            |